# 乔治·卡夫坦
乔治·A·卡夫坦（英語：George A. Kaftan，1928年2月22日—2018年10月6日），美国NBA联盟职业篮球运动员。